# Kościół Matki Bożej Pocieszenia i św. Michała Archanioła w Górce Duchownej
Kościół Matki Bożej Pocieszenia i świętego Michała Archanioła w Górce Duchownej – rzymskokatolicki kościół parafialny należący do parafii pod tym samym wezwaniem (dekanat śmigielski archidiecezji poznańskiej).
Data powstania obecnej świątyni nie jest znana. W 1610 roku wymieniona jest świątynia murowana. W 1691 roku wybuchł pożar w świątyni. W 1700 roku kościół został wyremontowany oraz została odbudowana kaplica północna pod wezwaniem świętej Anny. W 1760 roku została dobudowana kaplica południowa pod wezwaniem Matki Boskiej Pocieszenia. W 1903 roku została dobudowana wieża, natomiast w latach 1948–1958 powstały krużganki. Obecna świątynia jest murowana i wzniesiona z cegły, otynkowana. Powstała na planie prostokąta i zamknięta jest węższym wyodrębnionym prezbiterium. Okna w świątyni są witrażowe, półkoliście zamknięte. Wysoka neobarokowa wieża jest ozdobą świątyni. Wybudowana została w latach 1902–1903. Główny ołtarz powstał na początku II połowy XVIII wieku, reprezentuje styl późnobarokowy i jest ozdobiony rzeźbami. W południowej kaplicy jest umieszczony drugi boczny ołtarz z łaskami słynącym obrazem Matki Boskiej Pocieszenia z Dzieciątkiem namalowanym w XV wieku.